# Kelk (glas)

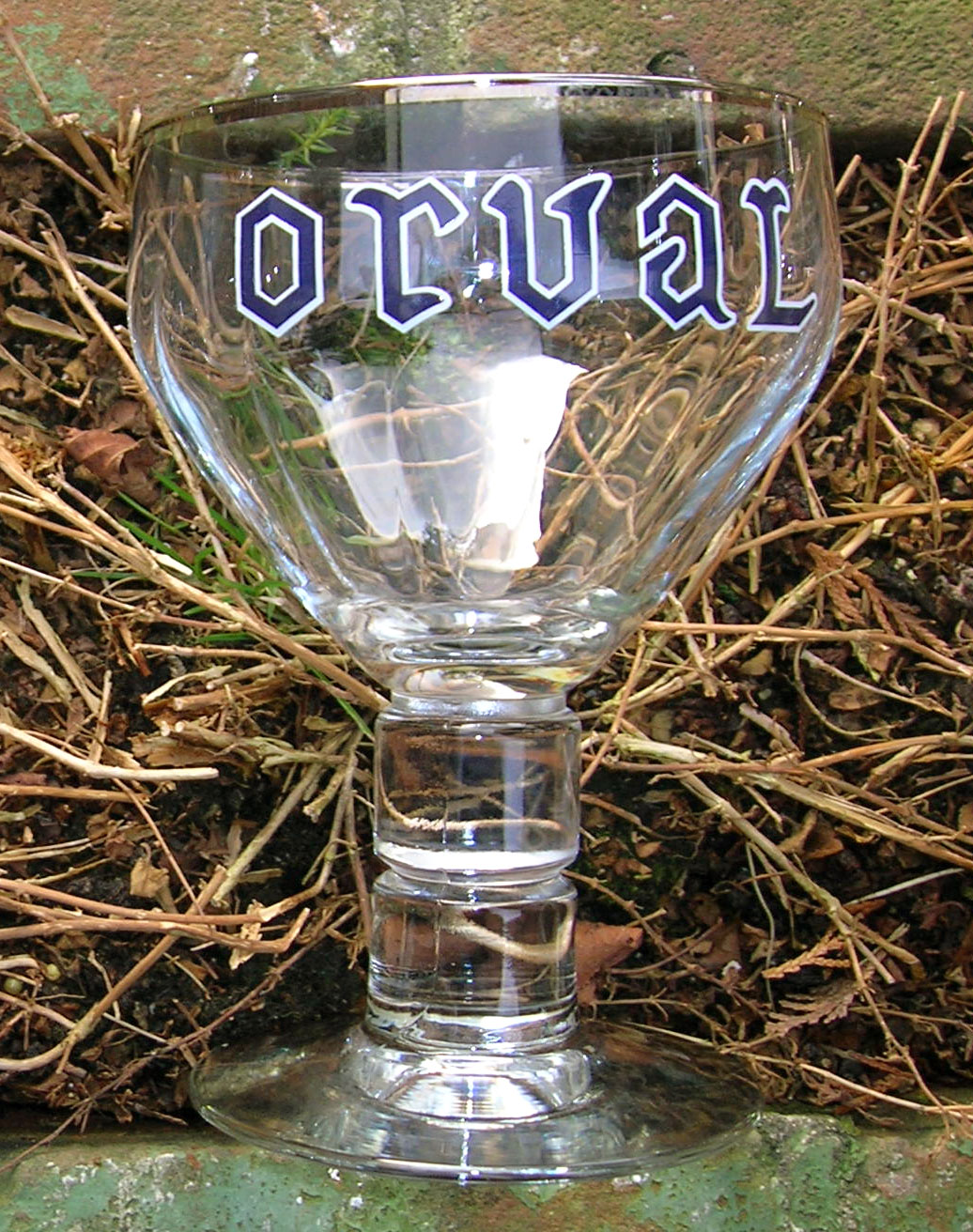
Een kelkglas van Orval

Een kelk is drinkgerei met een komvorm en een dikke voet. 
Kelken worden onder andere als bierglas gebruikt, bijvoorbeeld bij veel Belgische bierstijlen zoals abdijbier, trappistenbier en amberbier. De grote kom van het glas zorgt ervoor dat bij het nemen van een slok, de aroma's optimaal vrijkomen.